# Graciosadomherre
Graciosadomherre (Pyrrhula crassa) är en förhistorisk utdöd fågel i familjen finkar inom ordningen tättingar. Den förekom tidigare i Azorerna.

## Beskrivning
Graciosadomherre var en stor fågel, den största bland domherrarna att döma av storleken på huvudet. Näbben var också mycket kraftig, påminnande om en papegojas. I övrigt påminner dess benlämningar om den nu levande arten azordomherre (P. murina).

## Upptäckt och utdöende
Fågeln beskrevs utifrån subfossila lämningar som hittats inuti en vulkan på ön Graciosa i Azorerna, men kan ha förekommit även på andra öar. Arten dog troligen ut till följd av den portugisiska kolonisationen av öarna på 1200-talet, då habitatförstörelse och invasiva växtarter utarmade lagerskogen som domherren tros ha varit beroende av.